# Ouadane
Ouadane (àrab: وادان, Wādān) és una ciutat del nord-oest de Mauritània, a la regió d'Adrar, al nord-est de Chinguetti. La ciutat vella fou declarada Patrimoni de la Humanitat el 1996.
Fou fundada el 1147 per amazics de la tribu Idalwa el Hadji i va esdevenir centre de caravanes i de comerç. El 1487, els portuguesos hi van establir un fort, però al segle següent el van abandonar.
El lloc està en ruïnes, però molt ben conservades; el poblet nou està just al costat.